# Biserka Cvejić
Biserka Cvejić (srb. cr. Бисерка Цвејић; Jesenice, 5 novembre 1923 – Belgrado, 7 gennaio 2021) è stata un mezzosoprano serbo.

## Biografia
Nata nei pressi di Spalato e cresciuta ad Ougrée, al termine della seconda guerra mondiale tornò nel suo paese natale e lavorò come traduttrice mentre studiava canto. Dopo aver lavorato come sostituta di Maddalena in Rigoletto al Teatro nazionale a Belgrado nel 1950, fece il suo debutto ufficiale nel 1954 come Charlotte in Werther. Cantò a Belgado fino al 1959, quando esordì alla Wiener Staatsoper come Amneris in Aida. L'anno dopo fu scritturata regolarmente dalla compagnia viennese, con cui cantò fino al 1979, apparendo in venticinque ruoli (tra cui Carmen Preziosilla, Erodiade, Marcellina e Brangäne) per 372 rappresentazioni. Nel 1979 fu insignita del titolo di Kammersängerin.
Il 14 aprile 1961 fece il suo debutto al Metropolitan Opera House come Amneris accanto all'Aida di Birgit Nilsson. Vi tornò nel 1963 come la principessa nell'Adriana Lecouvreur, insieme a Renata Tebaldi e Franco Corelli. Continuò a cantare al Met per cinquantatré rappresentazioni fino alla stagione 1967/68, apparendovi nei ruoli di Azucena, Dalila, Giulietta, Laura, Eboli e Ulrica.
Nel 1961 debuttò al Teatro alla Scala, cantando la cantata per mezzosoprano, coro e orchestra di Sergej Sergeevič Prokof'ev, diretta da Oskar Danon. Tornò al Piermarini come Dalila nelle stagioni 1969/70 e 1979/71. Nel 1968 e nel 1969 fu Amernis all'Arena di Verona. Sulle scene italiane cantò anche come Amneris al Teatro Massimo Vittorio Emanuele (1964), Brangäne e Azucena al Teatro Regio (rispettivamente nel 1964 e 1969) e al Teatro di San Carlo (come Brangäne nel 1963 e come Amenris nel 1969 e 1971).
Dopo il ritiro dalle scene nel 1990 insegnò canto a Belgrado, dove morì nel 2021 all'età di 97 anni.

## Discografia parziale
- F. Cilea: Adriana Lecouvreur - Renata Tebaldi, Franco Corelli, Biserka Cvejic, Anselmo Colzani - dir. Silvio Varviso - Met 1963 GOP/Living Stage
- G. Verdi: Don Carlo. Con Martina Arroyo, Biserka Cvejić, Bruno Prevedi, Jerome Hines - Dir. Thomas Schippers. Live Metropolitan New York 11 dicembre 1965
- G. Verdi: Il trovatore, New York 1965, con Bruno Prevedi, Robert Merrill, Biserka Cvejic, Bonaldo Giaiotti - Dir. Georges Prêtre ed. House of Opera
- A. Ponchielli: La Gioconda, Met 1967, con Renata Tebaldi, Sherrill Milnes, Biserka Cvejic, Bonaldo Giaiotti, dir. Fausto Cleva - ed. House of Opera
- G. Verdi: Aida, con Carlo Bergonzi, Biserka Cevjic, Cornell MacNeil, Nicola Rossi-Lemeni, dir. Bruno Bartoletti - Buenos Aires 1968 ed. House of Opera
- O. Strauss II: Der Zigeunerbaron, con Grace Bumbry/Biserka Cvejic/Hermann Prey/Nicolai Gedda/Bayerischen Staatsoper Munchen Franz Allers, 1970 EMI

## Videografia parziale
- Don Carlo (DVD), con Nicola Rossi-Lemeni, Gwyneth Jones, Sesto Bruscantini, Biserka Cvejic, dir. Oliviero De Fabritiis - Tokyo 1967